# Chambre d'ambre
 (juin 2019).
Si vous disposez d'ouvrages ou d'articles de référence ou si vous connaissez des sites web de qualité traitant du thème abordé ici, merci de compléter l'article en donnant les références utiles à sa vérifiabilité et en les liant à la section « Notes et références ».
La Chambre d'ambre (en russe : Янтарная комната, Iantarnaïa komnata ; en allemand : Bernsteinzimmer), une pièce aux murs recouverts d’éléments sculptés dans de l'ambre authentique, fut offerte par le roi de Prusse Frédéric-Guillaume Ier au tsar de Russie Pierre le Grand en 1716.
Pendant presque deux siècles, elle fut installée au palais Catherine à Tsarskoïe Selo près de Saint-Pétersbourg. Plusieurs fois rénovée, elle avait une surface de 55 mètres carrés et contenait plus de six tonnes d'ambre. Volée par les Allemands en 1941, elle est considérée comme perdue depuis la fin de la Seconde Guerre mondiale.
Une reconstitution à l'identique de la Chambre d'ambre a été inaugurée en 2003 après presque trente années de travaux.

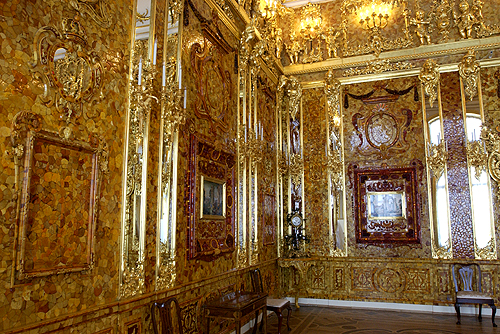
Reconstitution de la Chambre d'ambre en 2003.

## Genèse
La Chambre a été réalisée à Dantzig et Königsberg en Prusse par trois maîtres de la marqueterie d'ambre, Gottfried Wolffram, Ernst Schacht et Gottfried Turau, et était initialement destinée au château de Charlottenbourg.
Elle a été conçue par l'architecte et sculpteur Andreas Schlüter. Il s'agissait d'une pièce totalement recouverte de lambris d'ambre, également connue sous l'appellation de « huitième merveille du monde ». Le Danois Gottfried Wolffram, tourneur d'ambre, était sans doute depuis 1701 au service de Frédéric Ier de Prusse, qui l'avait engagé sur la recommandation de Frédéric IV de Danemark. En 1706, la réalisation de la Chambre lui fut retirée et confiée à deux artisans de Dantzig, Schacht et Turau : le prix demandé par Wolffram fut en effet ressenti comme excessif. Une source datant de 1712 mentionne encore l'œuvre, qui n'a vraisemblablement été installée qu'après la mort de Frédéric Ier dans un cabinet de la « Salle Blanche » (Weißer Saal) du Château de Berlin.
Le tsar de Russie Pierre le Grand admira la Chambre lors de sa visite à la résidence des rois de Prusse et, après qu'elle lui fut offerte, la fit transporter à Saint-Pétersbourg. Sa fille, l'impératrice Élisabeth Petrovna, fit tout d'abord installer la Chambre au palais d'Hiver, puis au palais Catherine. L'architecte italien Bartolomeo Rastrelli agrandit la Chambre et lui donna sa taille définitive par l'adjonction de pilastres à miroir et de sculptures dorées.

## Pendant la Seconde Guerre mondiale
Pendant la Seconde Guerre mondiale, les Soviétiques évacuèrent les trésors artistiques de Tsarskoïe Selo mais estimèrent la Chambre d'ambre intransportable et la laissèrent sur place. De fait, lorsque l'armée allemande prit la ville, la Chambre d'ambre fut démontée en 36 heures par les soldats allemands, emballée dans 27 caisses et emportée à Königsberg le 14 octobre 1941 sous le commandement d'un capitaine de cavalerie, le comte Solms-Laubach. Le démontage fut supervisé par deux experts. Le 13 novembre 1941, le quotidien Königsberger Allgemeine Zeitung publiait un reportage circonstancié sur l'exposition d'une partie de la Chambre d'ambre au château de Königsberg. Un article de la revue Pantheon parut également, dont la documentation photographique révélait qu'une mosaïque florentine manquait. Au moment de l'avancée des troupes soviétiques en 1944, les revêtements de la Chambre d'ambre furent démontés et entreposés dans le château royal. Lors du bombardement aérien de l'Armée rouge et des attaques aériennes britanniques en 1944, six revêtements de socles furent endommagés. Le 11 avril 1944, plus aucun témoignage n'atteste de la présence de ce trésor. Selon certaines hypothèses plus ou moins farfelues issues de chercheurs amateurs, l'évacuation des caisses hors de la zone des combats par le général Erich Koch avait déjà eu lieu, en Saxe, dans des bunkers de Wuppertal ou de Mamerki, ville polonaise où se serait réfugié le haut commandement nazi du front de l'Est à la fin de la Seconde Guerre mondiale.
Selon une autre théorie, la Chambre d'ambre n'aurait pas été sauvée, et aurait brûlé dans l'incendie du château.

## Disparition

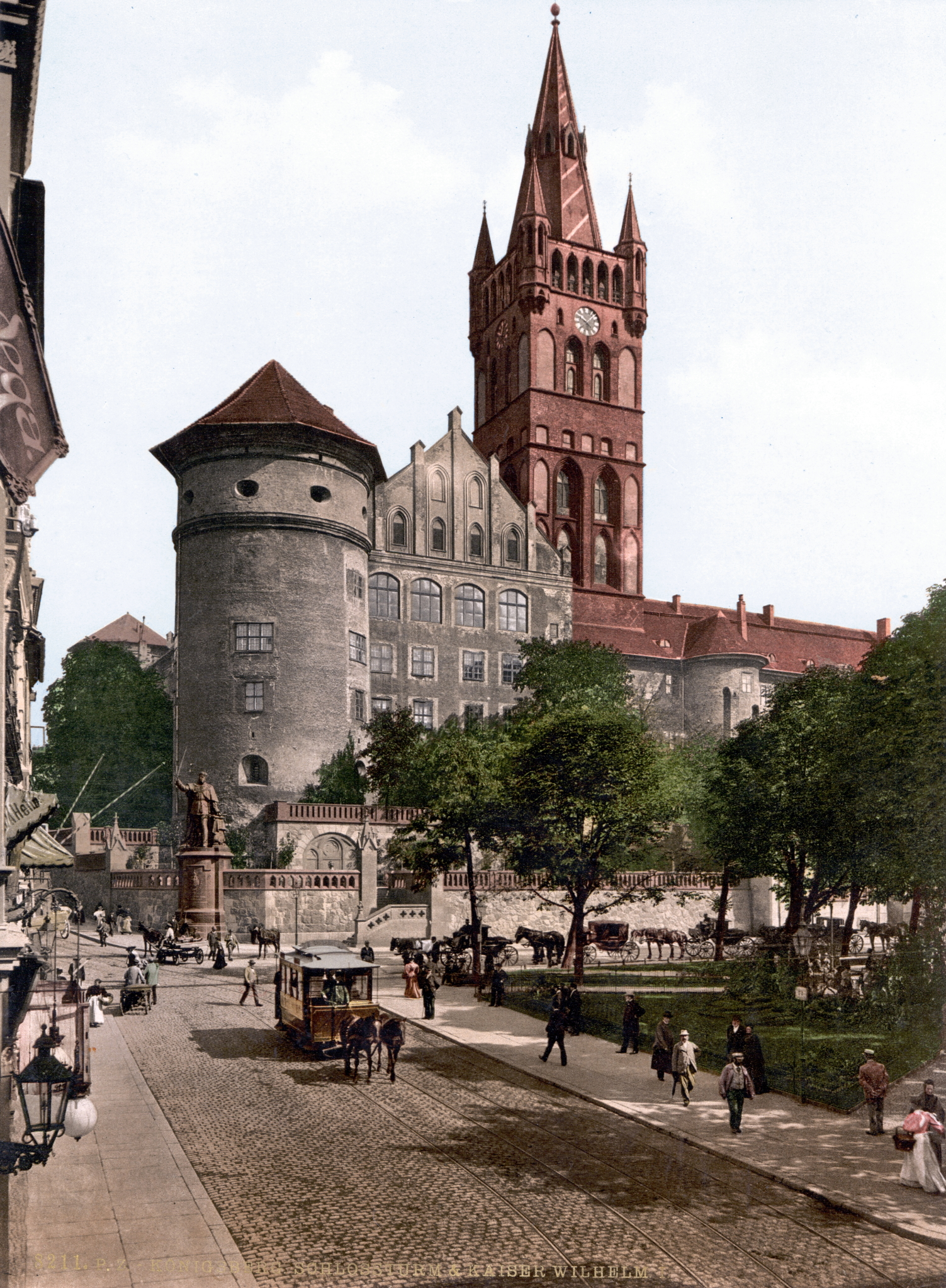
Le château de Königsberg en 1895.

La Chambre d'ambre a disparu depuis 1945. Depuis, de nombreuses équipes internationales essayent de retrouver l'original par des recherches de grande ampleur.
D'après deux chercheurs britanniques, Adrian Levy et Catherine Scott-Clark, la Chambre d'ambre aurait brûlé en 1945 à Königsberg. C'est ce qui ressort, selon eux, de documents jusqu'alors passés inaperçus trouvés dans les archives d'Anatoli Koutchoumov, chef de la mission soviétique chargée de retrouver la Chambre. L'ambre, qui n'est pas une matière minérale, mais d'origine organique (résine), est susceptible de se consumer. Certains responsables soviétiques (dont le conservateur qui avait estimé la Chambre non déplaçable) auraient lancé la rumeur de la préservation, quelque part, de la Chambre, pour éviter la disgrâce (bien souvent synonyme d’exécution à cette époque stalinienne).
Il existe d'autres théories selon lesquelles la Chambre d'ambre aurait subsisté. Elles se fondent sur les déclarations de témoins de cette époque. Königsberg est souvent cité comme dernier lieu connu où fut entreposée la Chambre. Selon des rapports, Erich Koch, à l'époque Gauleiter de Königsberg, aurait fait mettre la Chambre à l'abri, avec d'autres œuvres d'art. Après la guerre, Koch fut condamné à mort en Pologne. Cependant, le jugement ne fut jamais exécuté. On peut supposer que les vainqueurs pensaient que la Chambre avait été épargnée, que Koch savait où se trouvait la Chambre. La sentence ne fut pas exécutée en échange de ce renseignement. Koch modifia plusieurs fois ses déclarations concernant le lieu où était entreposée la Chambre.
La Chambre fut évacuée et mise à l'abri en application de l'instruction du 21 janvier 1945 et du décret du Führer du 24 janvier suivant. À ce moment seulement, l'évacuation sur ordre du ministre des Armements et de la Production de guerre du Reich, Albert Speer, fut rendue possible. Les biens culturels faisaient partie des biens à évacuer, avec un degré de priorité noté I ; ils étaient marqués de la lettre d'identification o. Toutes les déclarations d'une autre nature peuvent être considérées comme spéculatives et ne reposent donc ni sur un fondement quelconque, ni sur des preuves.
Le château de Königsberg dans lequel se trouvait la Chambre d'ambre fut gravement endommagé en 1945 (incendié par les troupes soviétiques), et ses ruines furent rasées en 1968 sur ordre de Léonid Brejnev. Seule une partie de la structure souterraine avec ses caves voûtées, dans lesquelles, comme le montrent des preuves, a été entreposée la Chambre d'ambre, existerait encore. Selon les dires de certains, cet immense complexe architectural comporte des pièces qui n'ont pas été dégagées jusqu'à aujourd'hui. Pour cette raison, il n'est pas exclu que la Chambre d'ambre se trouve encore à Kaliningrad. D'autre part, certains témoins affirment l'avoir vue pour la dernière fois à la gare de Königsberg, emballée dans des caisses. Diverses théories prétendent qu'elle a été transportée à bord du paquebot Wilhelm Gustloff. Rempli de réfugiés, le bateau fut coulé par trois torpilles soviétiques après avoir quitté le 30 janvier 1945 le port de Gdingen.
Des chasseurs de trésor et des entreprises de récupération, supposant que la Chambre se trouve dans le Poppenwald (de) (forêt faisant partie des monts Métallifères), idée renforcée par des allusions de Boris Eltsine, sont partis à sa recherche après la fin du régime communiste en RDA, sans toutefois découvrir quoi que ce soit jusqu'à ce jour. Selon une supposition exprimée par la chaîne de télévision ZDF, la Chambre d'ambre pourrait également se trouver dans l'ancien complexe de puits de mine Wittekind de Volpriehausen (Basse-Saxe). Un accord de parrainage conclu entre l'université de Königsberg et l'Université Georg-August de Göttingen vient à l'appui de cette thèse : pendant la Seconde Guerre mondiale, de nombreux ouvrages de la bibliothèque universitaire de Königsberg ont été cachés dans le complexe Wittekind, afin de les protéger des bombes. Pour cette raison, la Chambre d'ambre ou des parties de celle-ci y seraient encore enfouies.
En décembre 2006, les médias ont fait état de la découverte par des chercheurs russes de Kaliningrad d'un passage secret dans lequel on soupçonne notamment la présence de la Chambre d'ambre.

## Parties retrouvées
Pendant la Seconde Guerre mondiale, certaines pièces décoratives de la Chambre d'ambre ont été dérobées dans des circonstances inexpliquées. C'est en tout cas ce que semblent indiquer des pièces trouvées en 1997 en Allemagne : une commode et une mosaïque de pierre. Ces deux parties originales de la Chambre d'ambre ont été rendues à la Russie par le gouvernement fédéral allemand.

## Reconstitution

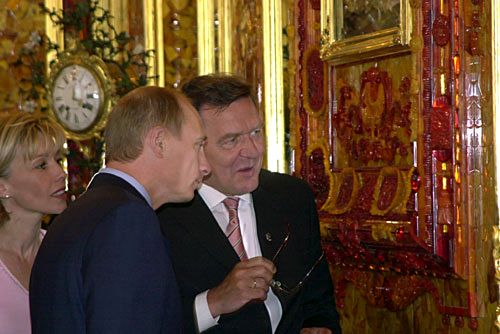
Vladimir Poutine avec le chancelier allemand Gerhard Schröder et sa femme, Doris Schröder-Köpf, lors de l'inauguration de la Chambre d'ambre.

Une reconstitution des 6 tonnes d'ambre de la Chambre a commencé en 1976, s'inspirant essentiellement de photos en noir et blanc de l'original, ainsi que de la seule photo en couleur disponible. Après une interruption due à des problèmes de financement, les travaux purent être achevés grâce à un don de 3,5 millions de dollars de l'entreprise allemande Ruhrgas AG (de).
Dans le cadre du tricentenaire de Saint-Pétersbourg, la Chambre d'ambre reconstituée fut ouverte au public le 31 mai 2003, lors d'une cérémonie inaugurale présidée par le chancelier fédéral allemand Gerhard Schröder et le président de la fédération de Russie Vladimir Poutine.
Alexandre Jouravlev, maître d'œuvre de la restauration de la Chambre d'ambre, a été assassiné le 21 décembre 2009 par deux toxicomanes.
L'estimation actuelle de l'authentique Chambre d'ambre va de 142 millions (2007) à 500 millions de dollars (2016).